# Ка Пазин (Виченца)
Ка Пазин је насеље у Италији у округу Виченца, региону Венето.
Према процени из 2011. у насељу је живело 23 становника. Насеље се налази на надморској висини од 96 м.